# 拟黄花乌头
拟黄花乌头（学名：Aconitum anthoroideum），为毛茛科乌头属下的一个植物种。